# Office des publications de l'Union européenne
L’Office des publications de l’Union européenne est un office interinstitutionnel qui édite les publications officielles des institutions de l’Union européenne.
Il a été créé le 16 janvier 1969 sous le nom d'Office des publications officielles des Communautés européennes. Il est devenu Office des publications de l’Union européenne par une décision du 26 juin 2009.

## Activités
L'Office des publications publie quotidiennement le Journal officiel de l'Union européenne dans les 23 langues officielles de l’Union, phénomène unique dans le monde de l’édition.
Il propose en outre plusieurs services en ligne :
- EUR-Lex, pour les actes juridiques de l’Union européenne
- EU Bookshop, pour les publications des institutions de l’Union européenne
- Le Portail des données ouvertes de l'Union européenne
- Tenders Electronic Daily, pour l'information sur les marchés publics européens
- Le code de rédaction interinstitutionel pour les règles et les conventions d’écriture standardisées
- CORDIS pour l'information sur les activités de recherche-développement
- N-Lex[3] constitue un point d’accès commun au droit national de chaque état membre de l’Union européenne.
- EU Whoiswho, l’annuaire électronique des institutions, organes et agences de l’Union européenne
- EuroVoc, thésaurus multilingue de l'Union européenne

## Fonctions
- Soutient les politiques et les activités de communication des institutions et agences de l'UE grâce à ses services et leur offre une expertise et des synergies dans un certain nombre de domaines.
- Veille, par ses activités de modélisation et de référencement, à ce que les diverses ressources d'information provenant des institutions de l'UE prennent la forme d'informations et de données trouvables, accessibles, interopérables et réutilisables (FAIR).
- Veille à ce que ce vaste ensemble d'informations et de données officielles de l'UE - un élément essentiel dans l'économie actuelle axée sur les données - soit mis à la disposition du public pour favoriser la transparence, l'activité économique, le développement des technologies modernes, telles que l'intelligence artificielle, et l'accès à la connaissance en général.
- Veille à ce que ce contenu soit préservé et rendu accessible aux générations futures.
- S'engage régulièrement et de plus en plus auprès des citoyens pour l'aider à atteindre ses objectifs[4].

## Public principal
Le public (particuliers et entreprises) constitue le principal public de l'Office des publications.
Grâce à son travail, un large éventail d'informations officielles de l'UE est mis à la disposition du public sous la forme de données trouvables, accessibles, interopérables et réutilisables (FAIR), ce qui est essentiel dans l'économie d'aujourd'hui axée sur les données. L'Office des publications soutient ainsi la transparence, l'activité économique, le développement de technologies modernes telles que l'intelligence artificielle et l'accès à la connaissance en général.
Cela signifie qu'elle joue un rôle important dans plusieurs des priorités politiques de l'UE : la démocratie, l'économie et la transformation numérique.